# 漆桥街道
漆桥街道，原名漆桥镇，是中华人民共和国江苏省南京市高淳区下辖的一个乡镇级行政单位。2019年1月16日撤镇设街道。

## 行政区划
漆桥街道下辖以下地区：
漆桥村、中心村、和平村、茅山村、双游村、双联村和荆溪村。

## 中国传统村落
2013年8月，漆桥村获批第二批中国传统村落。